# Krazy Mess Groovers
The Krazy Mess Groovers (ou KMG's) est un groupe belge de jazz, groove, funk and soul. Ils ont représenté la Belgique au Concours Eurovision de la chanson 2007. Ils ont fini 26e sur 28 en demi-finale et n'ont donc pas été sélectionnés pour la finale.
Ils se produisent néanmoins encore régulièrement[Quand ?] sur la scène belge, luxembourgeoise et française[réf. nécessaire].